# Rolfs kök

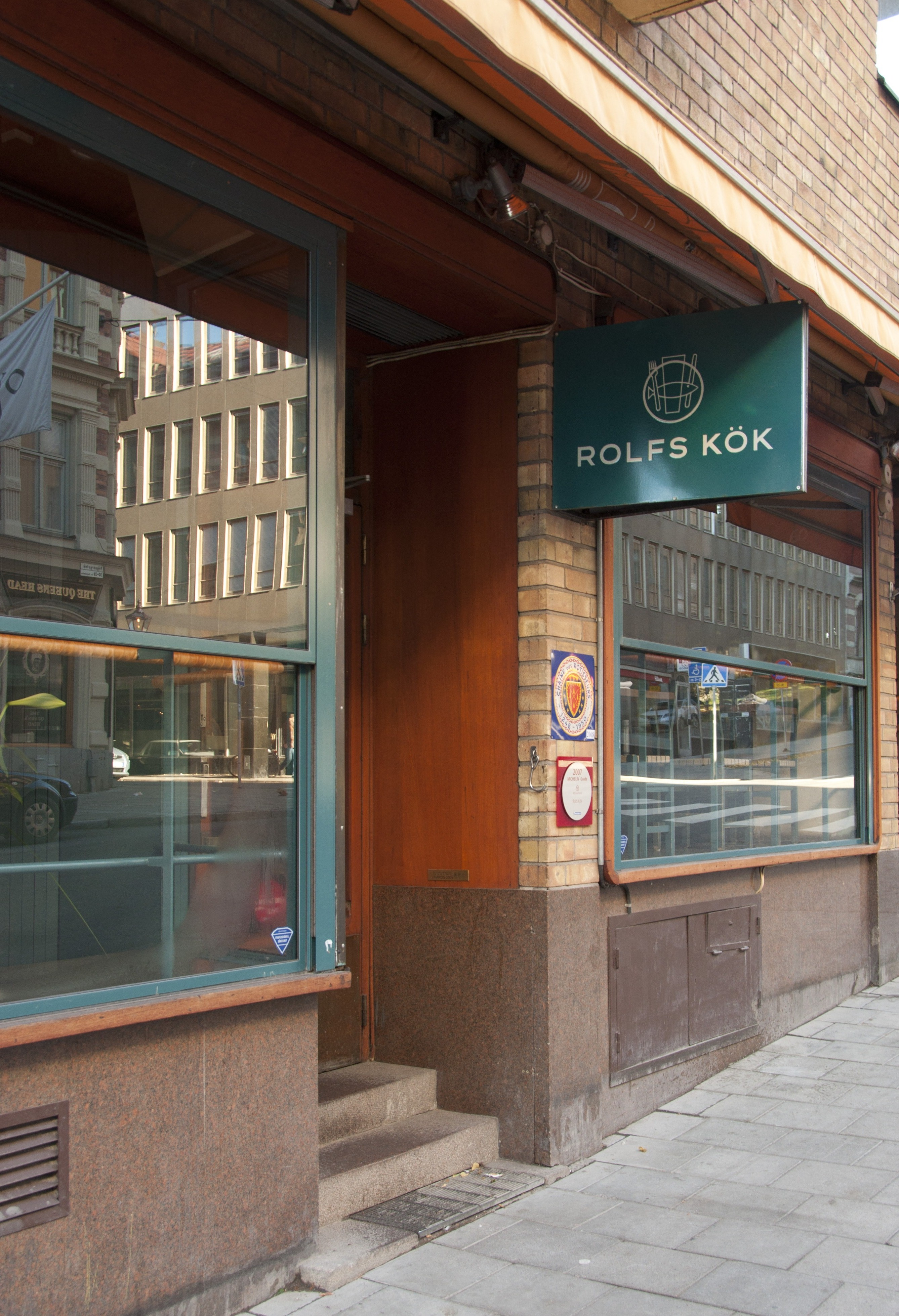
Rolfs kök

Rolfs kök är en restaurang på Tegnérgatan 41 på Norrmalm i centrala Stockholm.
Restaurangen startades 1989 av krögarna Rolf Nilsson och Guy Taylor. Den väckte stor uppmärksamhet då den öppnade, och blev omskriven bland annat till följd av sin innovativa interiör. Bakom denna stod arkitekterna Jonas Bohlin och Thomas Sandell. Köket var öppet och förlades mitt i lokalen. De betongputsade väggarna försågs med bultar som dekor, vilka nyttjas som stol- och klädhängare. Stolarna är målade i allmogeblå färg och övriga trädetaljer är av ask. Från taket hänger nakna glödlampor.
Verksamheten övertogs 2003 av de två tidigare anställda kockarna Klas Ljungqvist och Johan Jureskog. Antonia Axelsson Johnsson är delägare. Restaurangen bär sedan 2007 symbolen Bib Gourmand i Michelinguiden, vilket symboliserar vällagad mat till ett rimligt pris.